# Nummertegn
Nummertegn ( # ) er et typografisk symbol, der findes på mange tastaturer. Tegnet har mange navne og mange forskellige anvendelser, herunder såkaldte hashtags.
Tegnet ses også benyttet i bogtitler, fx Vendestrik #2 (2010). Findes også på mange telefoner (herunder mobiltelefoner), hvor tegnet kaldes firkant.
Under nogle navne og anvendelser, findes der andre alternative tegn, der i stedet kan bruges. Typisk bruges # i stedet for ♯ i systemer hvor det ikke er muligt at skrive ♯. # har to vandrette og to skrå streger mens ♯ har to skrå og to lodrette streger.

## Synonymer
På dansk:
firkant, dobbeltkors, dobbeltkryds samt dobbelt kryds, havelåge, klaf, kryds, pundtegn.
På engelsk:
fence, gate, grid, gridlet, hash, hex, number sign, octothorpe, pound, square.

## Anvendelser
Nummertegnet anvendes under en lang række navne til forskellige formål:

### Nummertegn
Som nummertegn bruges tegnet af nogle (uautoriseret) i betydningen nr. – for eksempel: Sangen har ligget #1 på hitlisten.. Det stammer fra denne brug på engelsk, hvor der også findes et særligt tegn til netop dette – nemlig Unicode-tegnet U+2116 ( № ). Dette tegn bruges stadig på engelsk i for eksempel adresser eller tilsvarende. No er en forkortelse af Numero (latinsk ablativ af numerus).

### Pundtegn
Som kontrast til det rigtige pundtegn, der betegner Pund Sterling, bruges nummertegnet nogle gange i betydningen pund (masseenhed). Dog primært som betegnelse for det amerikanske pound avoirdupois. Her brugte man i USA tidligere betegnelsen lb., sidenhen fik typografer et specifikt tegn til netop dette: Unicode LB Bar Symbol, U+2114, ℔. Dette ligner og blev med tiden da også blot erstattet med det enkle nummertegn, med blot to lodrette og to vandrette streger. Bogstaverne lb er en forkortelse af libra (det latinske ord for pund og vægt).

### Firkant
På telefoner findes en særlig tast med dette tegn på. Denne benævnes normalt blot firkant eller havelåge. – for eksempel i automatiske telefonsvarersystemer: Indtast din pinkode efterfulgt af firkant..
I denne forbindelse kaldes tegnet ofte for hash på engelsk. Betegnelsen hash bruges også på dansk – især i programmeringssammenhænge.

### Dobbeltkors
Alle recepter indledes med tegnet #, der i denne sammenhæng betegnes som et dobbeltkors i betydningen in nomine dei – "i Guds navn". Dernæst følger "Rp", som er en forkortelse for det latinske recipe – "tag".

## I datalogi
Nummertegnet findes i ASCII-tegnsættet som nummer 35 og repræsenteres i Unicode som u+0023.

### I programmering
I nogle programmeringssprog (for eksempel Perl, PHP, PowerShell og TCL bruges nummertegnet til kommentarer.
```
#
 opret forbindelse til databasen
mysql_connect($host, $user, $pass);
```

I PHP vil ovenstående første linje være en kommentar til, hvad anden linje gør.

### I chat
I nogle chatsystemer (for eksempel IRC) bruges nummertegnet foran en chatkanals eller et chatrums navn:
```
/connect irc.wikimedia.org
/join 
#
wikipedia-da
```

Dette vil på IRC forbinde til den danske Wikipedias chatkanal.

### I URL'er
I en URL bruges nummertegnet til at adskille stien og søgestrengen fra fragmentet:
http://da.wikipedia.org/wiki/Nummertegn#I_URL.27er
Her laves en henvisning til denne side. Og fragmentet (I_URL.27er) angiver, at browseren skal hoppe ned til den del af dokumentet, der er navngivet med netop dette fragment.

### I wiki
I wiki-software (som for eksempel MediaWiki) bruges nummertegnet til lister – netop grundet dets betydning som nummertegn. Følgende kilde:
```
#Æbler
#Pærer
#Bananer
```

Vil vises som:
1. Æbler
2. Pærer
3. Bananer